# Martin Lipsius
Martin Lipsius, eigentlich Maarten Lips, (* 1492 in Brüssel; † 23. März 1555 in Huy, Brabant) war ein Burgunder Augustinermönch, Humanist, Prior eines Nonnenklosters und Großonkel väterlicherseits von Justus Lipsius.

## Leben und Wirken
Lipsius sollte nach dem Wunsch seines Vaters durch seinen Onkel Johannes Lipsius im Kloster der Benediktiner in Egmond untergebracht werden. Die Aufnahme wurde ihm jedoch verweigert, so dass er im Jahr 1510 in das Augustinerkloster, die Priorij van Sint-Maartensdal, in Leuven eintrat. Später wurde er im Orden Canonicus regularis. Lipsius war mit Erasmus von Rotterdam befreundet und arbeitete ihm bei dessen patristischen Studien regelmäßig zu. So beschäftigte er sich mit der Textkritik der lateinischen Kirchenväter, besonders des Augustinus. Seine Briefe lassen auf ein hohes Maß an Bildung und Belesenheit schließen. Er verfasste einige eigne Werke, etwa D. Hilarii Pictavorum episcopi lucubrationes, olim per Des. Erasm. Roterodanum emendata, nunc denuo vigilantissime et ad plura exemplaria per D. Martinum Lypsium collatae et rocognitae (1550).
Lipsius besaß in die Gelehrtenwelt zahlreiche Verbindungen und Kontakte, er vertrat dabei gänzlich die Positionen des Humanisten Erasmus und hatte deshalb auch so manche Verfolgung und Unannehmlichkeit zu bestehen.
Dennoch fand sein Schaffen Anerkennung. Welchen Wert man etwa seinen Augustinusstudien beimaß, zeigt die Censura generalis vor dem X. Band der Löwener Ausgabe des Augustinus, 1571. Zuletzt war er als Prior eines Nonnenklosters in der Nähe von Huy in Brabant tätig.

## Werke (Auswahl)
- D. Hilarii Pictavorum episcopi lucubrationes, olim per Des. Erasm. Roterodanum emendata, nunc denuo vigilantissime et ad plura exemplaria per D. Martinum Lypsium collatae et rocognitae. Basil 1550.